# Cañón sin retroceso M18
El M18 fue un cañón sin retroceso de 57 mm, utilizado por el Ejército de los Estados Unidos, en la Segunda Guerra Mundial y en la guerra de Corea.

## Características
El M18 pesaba 22 kg, era un arma que disparaba proyectiles tipo artillería, cargados con explosivos especiales, capaz de atravesar blindajes de hasta 6,65 cm, con mucha precisión. Disparaba un proyectil por vez y podía ser accionada desde el hombro de un soldado o con trípode. Accionado desde un trípode, el arma podía ser enfriada con agua. Fue considerada como artillería de bolsillo.